# Critérium du Dauphiné libéré 1998
La 50e édition du Critérium du Dauphiné libéré a eu lieu du 7 au 14 juin 1998. Elle a été remportée par le Français Armand de Las Cuevas devant son coéquipier chez Banesto Miguel Ángel Peña.

## Déroulement de la course
L'équipe Banesto écrase la concurrence avec 3 coureurs en pleine forme : Armand de Las Cuevas, vainqueur final, José María Jiménez, victorieux au Mont Ventoux et Miguel Ángel Peña, vainqueur de la dernière étape. Richard Virenque (1 victoire d'étape) et Laurent Jalabert (vainqueur de la Classique des Alpes la veille de l'épreuve) déçoivent en n'étant pas en mesure de se battre pour le général.

## Parcours et résultats
| Étape     | Date    | Villes étapes                                         | type                        | Distance (km) | Vainqueur d'étape   | Leader du classement général |
| --------- | ------- | ----------------------------------------------------- | --------------------------- | ------------- | ------------------- | ---------------------------- |
| Prologue  | 7 juin  | Villeurbanne – Villeurbanne                           | prologue                    | 5             | Chris Boardman      | Chris Boardman               |
| 1re étape | 8 juin  | Villeurbanne – Charvieu-Chavagneux                    |                             | 190           | Maximilian Sciandri | Jens Voigt                   |
| 2e étape  | 9 juin  | Charvieu-Chavagneux – Vals-les-Bains                  |                             | 198           | Damien Nazon        | Jens Voigt                   |
| 3e étape  | 10 juin | Vals-les-Bains – mont Ventoux                         |                             | 164           | José María Jiménez  | Armand de Las Cuevas         |
| 4e étape  | 11 juin | Saint-Paul-Trois-Châteaux – Saint-Paul-Trois-Châteaux | contre-la-montre individuel | 41,2          | Chris Boardman      | Armand de Las Cuevas         |
| 5e étape  | 12 juin | Crest – Grenoble                                      |                             | 160           | Maximilian Sciandri | Armand de Las Cuevas         |
| 6e étape  | 13 juin | Challes-les-Eaux – Megève                             |                             | 161           | Richard Virenque    | Armand de Las Cuevas         |
| 7e étape  | 14 juin | Megève – Megève                                       |                             | 144           | Miguel Ángel Peña   | Armand de Las Cuevas         |

## Classement général final
| #   | Coureur              | Équipe          |    | Temps            |
| 1.  | Armand de Las Cuevas | Banesto         | en | 28 h 08 min 56 s |
| 2.  | Miguel Ángel Peña    | Banesto         | +  | 34 s             |
| 3.  | Andrei Teteriouk     | Lotto-Mobistar  |    | 2 min 17 s       |
| 4.  | Dariusz Baranowski   | US Postal       |    | 2 min 19 s       |
| 5.  | José María Jiménez   | Banesto         |    | 2 min 41 s       |
| 6.  | Richard Virenque     | Festina         |    | 2 min 45 s       |
| 7.  | Jens Voigt           | Gan             |    | 2 min 56 s       |
| 8.  | Thierry Bourguignon  | BigMat-Auber 93 |    | 4 min 13 s       |
| 9.  | / Patrick Jonker     | Rabobank        |    | 4 min 35 s       |
| 10. | Jean-Cyril Robin     | US Postal       |    | 4 min 36 s       |

## Étapes

### Prologue
Le prologue s'est déroulé le 7 juin 1998 dans les rues de Villeurbanne. 
Chris Boardman, spécialiste du genre, s'impose pour la cinquième année consécutive dans cet exercice.
| #  | Coureur            | Équipe    |    | Temps |
| 1. | Chris Boardman     | Gan       | en |       |
| 2. | Christophe Moreau  | Festina   | +  | 0 s   |
| 3. | Laurent Jalabert   | ONCE      |    | 3 s   |
| 4. | Dariusz Baranowski | US Postal |    | m.t.  |

| #  | Coureur            | Équipe    |    | Temps |
| 1. | Chris Boardman     | Gan       | en |       |
| 2. | Christophe Moreau  | Festina   | +  | 0 s   |
| 3. | Laurent Jalabert   | ONCE      |    | 3 s   |
| 4. | Dariusz Baranowski | US Postal |    | m.t.  |

### 1reétape
La première étape s'est déroulée le 8 juin 1998 entre Villeurbanne et Charvieu-Chavagneux. 
Deux coureurs mènent à bien une longue échappée et se partagent les lauriers à l'arrivée : l'étape revient à Maximilian Sciandri et le Maillot Jaune et Bleu de leader au jeune Allemand Jens Voigt.
| #  | Coureur             | Équipe                |    | Temps      |
| 1. | Maximilian Sciandri | La Française des jeux | en |            |
| 2. | Jens Voigt          | Gan                   | +  | 0 s        |
| 3. | Christophe Capelle  | Cofidis               |    | 1 min 30 s |
| 4. | Giovanni Lombardi   | Telekom               |    | m.t.       |

| #  | Coureur             | Équipe                |    | Temps      |
| 1. | Jens Voigt          | Gan                   | en |            |
| 2. | Maximilian Sciandri | La Française des jeux | +  | 2 s        |
| 3. | Chris Boardman      | Gan                   |    | 1 min 25 s |
| 4. | Christophe Moreau   | Festina               |    | m.t.       |

### 2eétape
Victoire au sprint de Damien Nazon devant le Champion de France en titre Stéphane Barthe. Jens Voigt conserve le Maillot de leader.
| #  | Coureur            | Équipe                |    | Temps |
| 1. | Damien Nazon       | La Française des jeux | en |       |
| 2. | Stéphane Barthe    | Casino                | +  | 0 s   |
| 3. | Christophe Capelle | Cofidis               |    | m.t.  |
| 4. | Giovanni Lombardi  | Telekom               |    | m.t.  |

| #  | Coureur             | Équipe                |    | Temps      |
| 1. | Jens Voigt          | Gan                   | en |            |
| 2. | Maximilian Sciandri | La Française des jeux | +  | 2 s        |
| 3. | Chris Boardman      | Gan                   |    | 1 min 25 s |
| 4. | Christophe Moreau   | Festina               |    | m.t.       |

### 3eétape
Victoire du Champion d'Espagne José María Jiménez au Mont Ventoux. L'équipe Banesto signe un retentissant triplé avec la deuxième place d'Armand de Las Cuevas qui s'empare du Maillot Jaune et Bleu et la troisième place de Miguel Ángel Peña. Jens Voigt offre une belle résistance en ne perdant que 2 min 34" tandis que Richard Virenque et Laurent Jalabert déçoivent en perdant respectivement 3 min 03" et 3 min 49".
| #  | Coureur              | Équipe   |    | Temps      |
| 1. | José María Jiménez   | Banesto  | en |            |
| 2. | Armand de Las Cuevas | Banesto  | +  | 0 s        |
| 3. | Miguel Ángel Peña    | Banesto  |    | 31 s       |
| 4. | / Patrick Jonker     | Rabobank |    | 2 min 06 s |

| #  | Coureur              | Équipe  |    | Temps |
| 1. | Armand de Las Cuevas | Banesto | en |       |
| 2. | José María Jiménez   | Banesto | +  | 18 s  |
| 3. | Miguel Ángel Peña    | Banesto |    | 34 s  |
| 4. | Jens Voigt           | Gan     |    | 55 s  |

### 4eétape
Deuxième victoire d'étape pour Chris Boardman qui remporte ce contre-la-montre devant Gilles Maignan. Armand de Las Cuevas conserve le Maillot Jaune malgré une relative contre-performance (16e).
Jens Voigt continue de surprendre en réalisant une excellente performance qui lui permet de remonter à la deuxième place du classement général.
| #  | Coureur            | Équipe                  |    | Temps      |
| 1. | Chris Boardman     | Gan                     | en |            |
| 2. | Gilles Maignan     | Mutuelle Seine-et-Marne | +  | 45 s       |
| 3. | Viatcheslav Ekimov | US Postal               |    | 1 min 03 s |
| 4. | Christophe Moreau  | Festina                 |    | 1 min 43 s |

| #  | Coureur              | Équipe    |    | Temps      |
| 1. | Armand de Las Cuevas | Banesto   | en |            |
| 2. | Jens Voigt           | Gan       | +  | 20 s       |
| 3. | Miguel Ángel Peña    | Banesto   |    | 38 s       |
| 4. | Dariusz Baranowski   | US Postal |    | 1 min 27 s |

### 5eétape
Seconde victoire de la semaine pour Maximilian Sciandri qui s'est extrait d'une échappée de 4 coureurs.
Jens Voigt perd 28" sur une chute et abandonne la deuxième place du général à Miguel Ángel Peña
| #  | Coureur             | Équipe                |    | Temps      |
| 1. | Maximilian Sciandri | La Française des jeux | en |            |
| 2. | Giovanni Lombardi   | Telekom               | +  | 1 min 26 s |
| 3. | Nicolas Jalabert    | Cofidis               |    | m.t.       |
| 4. | Rolf Sørensen       | Rabobank              |    | 1 min 27 s |

| #  | Coureur              | Équipe    |    | Temps      |
| 1. | Armand de Las Cuevas | Banesto   | en |            |
| 2. | Miguel Ángel Peña    | Banesto   | +  | 38 s       |
| 3. | Jens Voigt           | Gan       |    | 48 s       |
| 4. | Dariusz Baranowski   | US Postal |    | 1 min 27 s |

### 6eétape
Première (et unique) victoire de la saison pour Richard Virenque, bien aidé au cours de cette étape par un Christophe Moreau en grande forme.
| #  | Coureur          | Équipe         |    | Temps |
| 1. | Richard Virenque | Festina        | en |       |
| 2. | Jean-Cyril Robin | US Postal      | +  | 1 s   |
| 3. | Rik Verbrugghe   | Lotto-Mobistar |    | m.t.  |
| 4. | Kevin Livingston | Cofidis        |    | m.t.  |

| #  | Coureur              | Équipe    |    | Temps      |
| 1. | Armand de Las Cuevas | Banesto   | en |            |
| 2. | Miguel Ángel Peña    | Banesto   | +  | 34 s       |
| 3. | Jens Voigt           | Gan       |    | 54 s       |
| 4. | Dariusz Baranowski   | US Postal |    | 1 min 23 s |

### 7eétape
Nouveau triplé pour l'équipe Banesto. Armand de Las Cuevas signe un retour éphémère au premier plan en remportant ce Critérium du Dauphiné Libéré.
| #  | Coureur              | Équipe         |    | Temps |
| 1. | Miguel Ángel Peña    | Banesto        | en |       |
| 2. | José María Jiménez   | Banesto        | +  | 0 s   |
| 3. | Armand de Las Cuevas | Banesto        |    | m.t.  |
| 4. | Andrei Teteriouk     | Lotto-Mobistar |    | 28 s  |

| #  | Coureur              | Équipe         |    | Temps      |
| 1. | Armand de Las Cuevas | Banesto        | en |            |
| 2. | Miguel Ángel Peña    | Banesto        | +  | 34 s       |
| 3. | Andrei Teteriouk     | Lotto-Mobistar |    | 2 min 17 s |
| 4. | Dariusz Baranowski   | US Postal      |    | 2 min 19 s |

## Évolution des classements
| Étapes (Vainqueur)                    | Classement général   | Classement de la montagne | Classement par points | Classement du combiné |
| ------------------------------------- | -------------------- | ------------------------- | --------------------- | --------------------- |
| Prologue (Chris Boardman)             | Chris Boardman       | Laurent Jalabert          | Chris Boardman        | Chris Boardman        |
| Première étape (Maximilian Sciandri)  | Jens Voigt           | Patrice Halgand           | Maximilian Sciandri   | Maximilian Sciandri   |
| Deuxième étape (Damien Nazon)         | Jens Voigt           | Patrice Halgand           | Christophe Capelle    | Jens Voigt            |
| Troisième étape (José María Jiménez)  | Armand de Las Cuevas | José María Jiménez        | Jens Voigt            | Jens Voigt            |
| Quatrième étape (Chris Boardman)      | Armand de Las Cuevas | José María Jiménez        | Jens Voigt            | Jens Voigt            |
| Cinquième étape (Maximilian Sciandri) | Armand de Las Cuevas | José María Jiménez        | Maximilian Sciandri   | Jens Voigt            |
| Sixième étape (Richard Virenque)      | Armand de Las Cuevas | José María Jiménez        | Christophe Moreau     | José María Jiménez    |
| Septième étape (Miguel Ángel Peña)    | Armand de Las Cuevas | José María Jiménez        | Christophe Moreau     | José María Jiménez    |